# César Brito
César Gonçalves Brito Duarte (Covilhã, 21 ottobre 1964) è un ex calciatore portoghese, di ruolo attaccante.

## Carriera
Entrò al minuto 60 della finale di Coppa dei Campioni 1989-1990, persa dal Benfica per 0-1 contro il Milan.

## Palmarès

### Club

#### Competizioni nazionali
- Campionato portoghese: 3

Benfica: 1986-1987, 1990-1991, 1993-1994
- Coppa del Portogallo: 2

Benfica: 1985-1986, 1992-1993
- Supercoppa di Portogallo: 2

Benfica: 1985, 1989